# Secrétaire principal (Canada)
Au Canada, le secrétaire principal est le conseiller politique principal du premier ministre du Canada.
Depuis 1987, il est subordonné par le chef de cabinet au sein du Cabinet du Premier ministre. Un poste analogue existe également pour le chef de l'opposition officielle et pour les premiers ministres des provinces et territoires du Canada.

## Liste
| Début            | Fin             | Nom du secrétaire | Premier ministre       |
| ---------------- | --------------- | ----------------- | ---------------------- |
| 16 février 1973  | 1974            | Martin O'Connell  | Pierre Elliott Trudeau |
| 19 août 1975     | 1979            | James A. Coutts   | Pierre Elliott Trudeau |
| Mars 1980        | Juillet 1981    | James A. Coutts   | Pierre Elliott Trudeau |
| 23 juillet 1981  | 1984            | Tom Axworthy      | Pierre Elliott Trudeau |
| 1984             | 1984            | John Swift        | John Turner            |
| 1984             | 1988            | Bernard A. Roy    | Brian Mulroney         |
| 1988             | 1989            | Peter G. White    | Brian Mulroney         |
| 1993             | 1993            | Jean Riou         | Kim Campbell           |
| 2004             | 2006            | Francis Fox       | Paul Martin            |
| 1er juillet 2008 | 19 mai 2013     | Raymond Novak     | Stephen Harper         |
| Novembre 2015    | 18 février 2019 | Gerald Butts      | Justin Trudeau         |

## Source
- Parlinfo - Direction du bureau du premier ministre